# 岡崎修司
岡崎 修司（おかざき しゅうじ、1990年8月12日 - ）は、広島県出身の元バスケットボール選手である。広島ドラゴンフライズ（B.LEAGUE)所属していた。現在はチームのGM。広島大学卒業。

## 来歴
小学生の時に友人に誘われたことによりバスケを始める。戸坂ミニバスクラブ（ミニバス）、広島市立戸坂中学校、広島県立広島皆実高等学校出身。高校のチームメイトにプロバスケ選手の枡田祐介、同級生にプロサッカー選手の井林章がいる。2007年高校2年時のウィンターカップベスト16がチームとしての最高成績。3年連続でインターハイに広島代表として出場し、県の最優秀選手にも選ばれている。
一浪した後、2010年に広島大学薬学部（6年制）へ進学、同大学バスケ部に所属する。大学2年から中国選抜および広島県国体成年男子代表に選ばれ、全国５位入賞や中国大会において得点王、全国学生選抜大会において優秀選手賞など多くのタイトルを獲得。。
2014年、NBL合同トライアウトを経て地元クラブである広島ドラゴンフライズに広島県出身者初の選手として入団する。なお大学にもそのまま在籍しており、卒業までいわゆる二足のわらじを履くことになる。またこの年から新規参入した広島は将来を見据えて大卒選手を多く獲得しており、田中成也・柳川龍之介・坂田央・北川弘が同期入団となった。
2017年、Bリーグのシーズン中に薬剤師国家試験に合格。薬剤師免許をもつプロバスケットボール選手として活動を始める。
2018年に、現役を引退。
現在は、広島ドラゴンフライズのアンバサダーをしている。
2020年、2月より、U15チームのヘッドコーチに就任。前任である尺野将太がトップチームのヘッドコーチに就任したことによる新体制。
3月、広島ドラゴンフライズのGMに就任。
就任後にスタートしたチーム編成では、2020-2021シーズンに在籍した8選手が移籍することになり、日本代表シューター辻直人や、B1得点王ニック・メイヨ、新人ベスト５の寺嶋良など、実績のある選手との契約に成功した。

## 記録
| シーズン    | チーム | GP | GS | MPG | FG%  | 3P%  | FT%  | RPG | APG | SPG | BPG | TO  | PPG |
| ----------- | ------ | -- | -- | --- | ---- | ---- | ---- | --- | --- | --- | --- | --- | --- |
| NBL 2014-15 | 広島   | 5  |    | 2.2 | .000 | .000 | .000 | 0.0 | 0.0 | 0.0 | 0.0 | 0.4 | 0.2 |
| NBL 2015-16 | 広島   | 6  |    | 3.3 | .000 | .000 | .500 | 0   | 0   | 0.2 | 0   | 0.3 | 0.2 |
| B2 2016-17  | 広島   | 16 |    |     | 35.7 | 14.3 | 100  |     |     |     |     |     |     |